# Jiří Vogler
Jiří Vogler (ur. 2 lutego 1946 w Przerowie) – czechosłowacki strzelec, olimpijczyk, medalista mistrzostw świata i mistrzostw Europy.

## Kariera
Trzykrotny uczestnik igrzysk olimpijskich (IO 1972, IO 1976, IO 1980), na których startował wyłącznie w karabinie małokalibrowym leżąc z 50 m. Najwyższą pozycję osiągnął podczas pierwszego startu – uzyskał 5. miejsce, tracąc do podium jeden punkt (startowało 101 strzelców). Ponadto zajął 12. pozycję w Montrealu i 32. lokatę w Moskwie.
Vogler jeden raz stał na podium mistrzostw świata. Podczas turnieju w 1974 roku zdobył brązowy medal w drużynowym strzelaniu z karabinu małokalibrowego leżąc z 50 m (skład reprezentacji: Karel Bulan, Petr Kovářík, Karel Skyba i Jiří Vogler). W tej samej konkurencji został drużynowym wicemistrzem Europy w 1969 roku (wraz z nim startowali: Karel Bulan, Jan Kůrka i Rudolf Pojer).

## Wyniki

### Igrzyska olimpijskie
| Igrzyska       | Konkurencja                       | Wynik                            | Miejsce | Źródło |
| -------------- | --------------------------------- | -------------------------------- | ------- | ------ |
| Monachium 1972 | Karabin małokalibrowy leżąc, 50 m | 597 pkt. (100–100–98–99–100–100) | 5       | [ 2 ]  |
| Montreal 1976  | Karabin małokalibrowy leżąc, 50 m | 591 pkt. (98–98–97–98–100–100)   | 12      | [ 3 ]  |
| Moskwa 1980    | Karabin małokalibrowy leżąc, 50 m | 591 pkt. (98–99–100–97–99–98)    | 32      | [ 4 ]  |

### Medale mistrzostw świata
Opracowano na podstawie materiałów źródłowych:
| Mistrzostwa     | Konkurencja                                  | Wynik             | Miejsce |
| --------------- | -------------------------------------------- | ----------------- | ------- |
| Berno/Thun 1974 | Karabin małokalibrowy leżąc, 50 m, drużynowo | 2371 pkt. (druż.) | brąz    |

### Medale mistrzostw Europy
Opracowano na podstawie materiałów źródłowych:
| Mistrzostwa | Konkurencja                                  | Wynik | Miejsce |
| ----------- | -------------------------------------------- | ----- | ------- |
| Pilzno 1969 | Karabin małokalibrowy leżąc, 50 m, drużynowo | ?     |         |